# 萧大款
蕭大款（520年代—？），字仁师，梁簡文帝蕭綱第三子。
初封石城县公，食邑一千五百户。出任中书侍郎。
太清二年（548年），侯景围攻建康。太清三年（549年），京城沦陷，梁武帝被困餓死，侯景立太子蕭綱为帝。六月壬辰（7月18日），进封江夏郡王，食邑二千户。大宝元年（550年）六月，萧大款与山阳王萧大成、宜都王蕭大封前往江陵，投奔承制的湘东王萧绎。九月辛酉（10月10日），改封临川郡王，食邑二千户。后出任中卫将军。承聖元年（552年），湘东王萧绎即位，是为梁元帝。
承聖三年（554年），西魏攻陷江陵，梁元帝出降。太平元年二月庚戌（556年3月1日），即本号开府仪同三司。以后事迹不详。